# Susan Backlinie
Susan Jane Myers (Ventura, 1 de septiembre de 1946-Ventura, 11 de mayo de 2024) más conocida como Susan Backlinie, fue una actriz, doble y especialista estadounidense en películas de riesgo. Es conocida por su papel de Chrissie Watkins en la película de Tiburón, ya que es la primera víctima.

## Vida personal
Ha trabajado mucho como doble de riesgo en películas que tienen que ver con el agua, pero, aparte de ello, también ha sido entrenadora de animales. En sus últimos años trabajó como contable en su ciudad natal Ventura, en California.

## Carrera
Su pequeña aparición en la película Tiburón tardó tres días en ser rodada. También apareció en otra película de Steven Spielberg, 1941, parodiando su escena en Tiburón. En vez de ser atacada por un tiburón mientras nadaba a medianoche, era sorprendida por un submarino japonés que la observaba a través de su periscopio. La escena fue descrita como el mejor hazmerreír de una película exitosa de Spielberg[cita requerida]. También apareció en la película de 1977 The Day of the Animals.
Cuando Richard Dreyfuss vio la escena en que era atacada por un tiburón, le contó que se quedó totalmente aterrorizado.
La escena tuvo que ser rodada muchas veces el mismo día porque Backlinie era incapaz de mostrar ninguna clase de reacción ante el ataque del escualo. Al día siguiente la misma escena volvió a rodarse, solo que esta vez a Backlinie no le dijeron en qué momento sería atacada por el tiburón. Cuando el tiburón mecánico accionado por un encargado le agarró la pierna y la sumergió bajo el agua, Backlinie gritó del susto. Así fue como quedó rodada la escena, y eso era lo que Spielberg buscaba realmente.

## Filmografía

### Cine
| Año  | Película                     | Papel                                |
| ---- | ---------------------------- | ------------------------------------ |
| 1975 | Tiburón                      | Chrissie Watkins                     |
| 1975 | The Grizzly and the Treasure | Eve                                  |
| 1976 | A Stranger in My Forest      | Desconocido                          |
| 1976 | Two-Minute Warning           | Mujer bella de la multitud           |
| 1977 | The Day of the Animals       | Mandy Young                          |
| 1979 | 1941                         | Mujer del oso polar                  |
| 1981 | The Great Muppet Caper       | Artista del Ballet de Charkie Walter |

### Televisión
| Año  | Serie             | Papel            | Apariciones |
| ---- | ----------------- | ---------------- | ----------- |
| 1976 | The Quest         | Mujer que chilla | Un episodio |
| 1978 | Quark             | Guardia          | 2 episodios |
| 1982 | Profesión peligro | Tammy            | Un episodio |